# Municipio de Spring Lake (condado de Kingsbury)
El municipio de Spring Lake (en inglés: Spring Lake Township) es un municipio ubicado en el condado de Kingsbury en el estado estadounidense de Dakota del Sur. En el año 2010 tenía una población de 290 habitantes y una densidad poblacional de 1,38 personas por km².

## Geografía
El municipio de Spring Lake se encuentra ubicado en las coordenadas 44°15′37″N 97°13′18″O / 44.26028, -97.22167. Según la Oficina del Censo de los Estados Unidos, el municipio tiene una superficie total de 210.84 km², de la cual 206,24 km² corresponden a tierra firme y (2,18 %) 4,59 km² es agua.

## Demografía
Según el censo de 2010, había 290 personas residiendo en el municipio de Spring Lake. La densidad de población era de 1,38 hab./km². De los 290 habitantes, el municipio de Spring Lake estaba compuesto por el 95,17 % blancos, el 1,38 % eran amerindios, el 1,03 % eran asiáticos, el 1,38 % eran de otras razas y el 1,03 % eran de una mezcla de razas. Del total de la población el 2,41 % eran hispanos o latinos de cualquier raza.